# Marsilij iz Padove
Marsilij iz Padove (pravo ime Marsiglio Mainardino), italijanski sholastični filozof, averoist, * okoli 1275, Padova, Italija, † okoli 1342, Nemčija. Poznan je kot avtor politične razprave »Defensor pacis« (Branitelj miru), v kateri zagovarja politični sekularizem in se zavzema za kontrolo nad oblastjo. 
Leta 1305 je bil za papeža izvoljen Klemen V. (1305-1314), ki si je pod političnimi pritiski za novo prestolnico Cerkve izbral Avignon. 
Marsilij iz Padove je medicino študiral v rodni Padovi. Po menjavanju poklicev je leta 1311 šel v Pariz, izobraževalno prestolnico srednjega veka in evropsko politično prestolnico prve polovice 14. stoletja. Že po dveh letih mu je uspel z imenovanjem za rektorja na tamkajšnji univerzi, kar je nenavadno hitro. Vsaj v času do leta 1324 je razvil protipapeško kritiko nedopustnega vmešavanja cerkvene oblasti v posvetno oblast in pravice do udeleženosti širšega ljudstva pri izbiri in nadzoru oblasti. V sporu med papežem Janezom XXII. in nemškim kraljem Ludvikom IV. Wittelsbaškim, kandidatom za prestol rimsko-nemškega cesarja, se je bil po izobčenju skupaj z Janezom Jandunom prisiljen zateči na bavarski dvor hiše Wittelsbaških, kjer sta oba uživala varstvo in imela možnost nadaljnjega razvijanja protipapeških in procesarskih idej. Kasneje se je tej združbi pridružila še Vilijem Ockham in izobčeni frančiškanski mojster Mihael iz Cesene.
Leta 1327 je papež izobčil Ludvika IV., ta pa je spodbujen z Marsilijevimi protipapeškimi političnimi razpravami in ostalih iz istega krožka, odpravil v Rim, kjer se je leto kasneje s pomočjo »rimskega ljudstva« kronal za cesarja Svetega rimskega cesarstva, kar je bila v odnosu do papeštva popolna provokacija in herezija. S tem je hotel dokazati, da oblast ne prihaja nujno od Boga. Nazadnje je še dosegel, da je bil iz »predstavnikov ljudstva« z volitvami izvoljen tudi protipapež Nikolaj V., avignionski papež Janez XXII., ki ga je v bizarni ceremoniji nadomeščala lutka z njegovimi insignijami, pa obsojen na krivoverstvo in sežig na grmadi. Politične ideje Marsilij iz Padove so imele še kasneje velik vpliv reformaciji.